# Tổng thống Bồ Đào Nha
Tổng thống Cộng hoà Bồ Đào Nha (tiếng Bồ Đào Nha: Presidente da República Portuguesa, phát âm [pɾɨziˈðẽtɨ ðɐ ʁɛˈpuβlikɐ puɾtuˈɡezɐ]) là nguyên thủ quốc gia của Bồ Đào Nha. Quyền hạn, nhiệm vụ và trọng trách của các vị tổng thống tiền nhiệm, và mối quan hệ của họ với Thủ tướng và Nội các có sự khác biệt theo thời gian tùy quy định theo hiến pháp.
Đương kim Tổng thống Bồ Đào Nha là Marcelo Rebelo de Sousa, nhậm chức ngày 9 tháng 3 năm 2016.

## Vai trò
Đệ Tam Cộng hòa Bồ Đào Nha là chính thể bán tổng thống. Không như các vị tổng thống ở các nước châu Âu khác, Tổng thống có thực quyền. Mặc dù Thủ tướng và Quốc hội trực tiếp giải quyết các vấn đề thường nhật của quốc gia, Tổng thống có những quyền lực và ảnh hưởng nhất định, đặc biệt trong các vấn đề nội an và chính sách ngoại giao. Tổng thống là chức vụ chính trị cao cấp nhất của Bồ Đào Nha.
Tổng thống có đặc quyền lựa chọn Thủ tướng, đây là quyền quan trọng nhất của Tổng thống. Tuy vậy, do Quốc hội có quyền giải tán chính phủ của Thủ tướng, Thủ tướng Bồ Đào Nha do Tổng thống chỉ định phải phải nhận được sự ủng hộ của đa số nghị sỹ quốc hội, kẻo bị đứng trước một cuộc bỏ phiếu bất tín nhiệm. Tổng thống Bồ Đào Nha có quyền giải tán quốc hội bất cứ khi nào ông thấy thích hợp (sẽ được xem như "bom hạt nhân" ở Bồ Đào Nha), và Tổng thống Sampaio đã sử dụng quyền này hồi cuối năm 2004 để bãi bỏ nội các tranh cãi của Thủ tướng đương thời Pedro Santana Lopes, mặc dù đa số tuyệt đối nghị sỹ ủng hộ chính phủ này.
Trước Cách mạng hoa cẩm chướng, quyền lực của tổng thống có sự khác biệt lớn trong các nhiệm kỳ; một số tổng thống hầu như là độc tài (như Pais, và Carmona trong những năm đầu nhiệm kỳ), trong khi số khác thì nhỉnh hơn vai trò nghi thức một chút (như Carmona những năm cuối nhiệm sở, Craveiro Lopes, và Américo Thomaz; trong những năm tại vị của họ, quyền lực tối cao tập trung vào tay Thủ tướng António de Oliveira Salazar).

## Danh sách tổng thống Bồ Đào Nha

### Đệ nhất Cộng hòa (1910–1926)
| №                                                           | Tên tổng thống (Năm sinh–Năm mất)                           | Chân dung                                                   | Năm đắc cử                                                  | Thời gian tại nhiệm                                         | Thời gian tại nhiệm                                         | Đảng phái chính trị                                         |
| Chủ tịch Chính phủ Lâm thời Cộng hoà Bồ Đào Nha (1910–1911) | Chủ tịch Chính phủ Lâm thời Cộng hoà Bồ Đào Nha (1910–1911) | Chủ tịch Chính phủ Lâm thời Cộng hoà Bồ Đào Nha (1910–1911) | Chủ tịch Chính phủ Lâm thời Cộng hoà Bồ Đào Nha (1910–1911) | Chủ tịch Chính phủ Lâm thời Cộng hoà Bồ Đào Nha (1910–1911) | Chủ tịch Chính phủ Lâm thời Cộng hoà Bồ Đào Nha (1910–1911) | Chủ tịch Chính phủ Lâm thời Cộng hoà Bồ Đào Nha (1910–1911) |
| ----------------------------------------------------------- | ----------------------------------------------------------- | ----------------------------------------------------------- | ----------------------------------------------------------- | ----------------------------------------------------------- | ----------------------------------------------------------- | ----------------------------------------------------------- |
| –                                                           | Teófilo Braga                                               |                                                             | –                                                           | 5 tháng 10 năm 1910                                         | 24 tháng 8 năm 1911                                         | Đảng Cộng hòa                                               |
| Các Tổng thống Cộng hòa (1911–1926)                         |                                                             |                                                             |                                                             |                                                             |                                                             |                                                             |
| 1                                                           | Manuel de Arriaga (1840–1917)                               |                                                             | 1911                                                        | 24 tháng 8 năm 1911                                         | 26 tháng 5 năm 1915(Từ chức)                                | Đảng Cộng hòa về sau thuộc Đảng Dân chủ                     |
| 2                                                           | Teófilo Braga (1843–1924)                                   |                                                             | Tháng 5 năm 1915                                            | 29 tháng 5 năm 1915                                         | 5 tháng 10 năm 1915                                         | Đảng Dân chủ                                                |
| 3                                                           | Bernardino Machado (1851–1944)                              |                                                             | Tháng 8 năm 1915                                            | 5 tháng 10 năm 1915                                         | 5 tháng 12 năm 1917 (Đảo chính)                             | Đảng Dân chủ                                                |
| 4                                                           | Sidónio Pais                                                |                                                             | Tháng 4 năm 1918                                            | 28 tháng 4 năm 1918                                         | 14 tháng 12 năm 1918 (Bị lật đổ)                            | Đảng Cộng hòa Quốc gia                                      |
| 5                                                           | João do Canto e Castro                                      |                                                             | tháng 12 năm 1918                                           | 16 tháng 12 năm 1918                                        | 5 tháng 10 năm 1919                                         | Đảng Cộng hòa Quốc gia                                      |
| 6                                                           | António José de Almeida (1866–1929)                         |                                                             | 1919                                                        | 5 tháng 10 năm 1919                                         | 5 tháng 10 năm 1923                                         | Evolutionist Party sau gia nhập Đảng Cộng hòa Tự do         |
| 7                                                           | Manuel Teixeira Gomes (1860–1941)                           |                                                             | 1923                                                        | 5 tháng 10 năm 1923                                         | 11 tháng 12 năm 1925 (Từ chức)                              | Đảng Dân chủ                                                |
| 8                                                           | Bernardino Machado (1851–1944) lần thứ 2                    |                                                             | 1925                                                        | 11 tháng 12 năm 1925                                        | 31 tháng 5 năm 1926 (Đảo chính)                             | Đảng Dân chủ                                                |

### Đệ nhị Cộng hòa (1926–1974)
| №                           | Tên tổng thống (Năm sinh–Năm mất)     | Chân dung                   | Năm đắc cử                  | Thời gian tại nhiệm                          | Thời gian tại nhiệm             | Đảng phái chính trị                                                      |
| Độc tài quân sự (1926–1932) | Độc tài quân sự (1926–1932)           | Độc tài quân sự (1926–1932) | Độc tài quân sự (1926–1932) | Độc tài quân sự (1926–1932)                  | Độc tài quân sự (1926–1932)     | Độc tài quân sự (1926–1932)                                              |
| --------------------------- | ------------------------------------- | --------------------------- | --------------------------- | -------------------------------------------- | ------------------------------- | ------------------------------------------------------------------------ |
| 9                           | José Mendes Cabeçadas                 |                             | –                           | 31 tháng 5 năm 1926                          | 17 tháng 6 năm 1926 (Đảo chính) | Quân nhân                                                                |
| 10                          | Manuel Gomes da Costa (1863–1929)     |                             | –                           | 29 tháng 6 năm 1926                          | 9 tháng 7 năm 1926 (Đảo chính)  | Quân nhân                                                                |
| 11                          | Óscar Carmona                         |                             | –                           | 29 tháng 11 năm 1926                         | 15 tháng 4 năm 1928             | Quân nhân                                                                |
| Nhà nước mới (1932–1974)    |                                       |                             |                             |                                              |                                 |                                                                          |
| 11                          | Óscar Carmona (1869–1951)             |                             | 1928                        | 15 tháng 4 năm 1928                          | 26 tháng 4 năm 1935             | Quân nhân từ năm 1932 gia nhập Liên minh Quốc gia                        |
| 11                          | Óscar Carmona (1869–1951)             | 1935                        | 26 tháng 4 năm 1935         | 15 tháng 4 năm 1942                          |                                 | Quân nhân từ năm 1932 gia nhập Liên minh Quốc gia                        |
| 11                          | Óscar Carmona (1869–1951)             | 1942                        | 15 tháng 4 năm 1942         | 20 tháng 4 năm 1949                          |                                 | Quân nhân từ năm 1932 gia nhập Liên minh Quốc gia                        |
| 11                          | Óscar Carmona (1869–1951)             | 1949                        | 20 tháng 4 năm 1949         | 18 tháng 4 năm 1951 (Qua đời khi đương chức) |                                 | Quân nhân từ năm 1932 gia nhập Liên minh Quốc gia                        |
| –                           | António de Oliveira Salazar (interim) |                             | –                           | 18 tháng 4 năm 1951                          | 21 tháng 7 năm 1951             | Liên minh Quốc gia                                                       |
| 12                          | Francisco Craveiro Lopes (1894–1964)  |                             | 1951                        | 21 tháng 7 năm 1951                          | 9 tháng 8 năm 1958              | Liên minh Quốc gia                                                       |
| 13                          | Américo Tomás (1894–1987)             |                             | 1958                        | 9 tháng 8 năm 1958                           | 9 tháng 8 năm 1965              | Liên minh Quốc gia từ năm 1970 gia nhập Đảng Nhân dân Hành động Quốc gia |
| 13                          | Américo Tomás (1894–1987)             | 1965                        | 9 tháng 8 năm 1965          | 9 tháng 8 năm 1972                           |                                 | Liên minh Quốc gia từ năm 1970 gia nhập Đảng Nhân dân Hành động Quốc gia |
| 13                          | Américo Tomás (1894–1987)             | 1972                        | 9 tháng 8 năm 1972          | 25 tháng 4 năm 1974 (Đảo chính)              |                                 | Liên minh Quốc gia từ năm 1970 gia nhập Đảng Nhân dân Hành động Quốc gia |

### Đệ tam Cộng hòa (1974–nay)
| №                                                                     | Tên tổng thống (Năm sinh–Năm mất)                                     | Chân dung                                                             | Năm đắc cử                                                            | Thời gian tại nhiệm                                                   | Thời gian tại nhiệm                                                   | Đảng phái chính trị                                                   |
| Các đời tổng thống trong thời kì Cách mạng hoa cẩm chướng (1974–1976) | Các đời tổng thống trong thời kì Cách mạng hoa cẩm chướng (1974–1976) | Các đời tổng thống trong thời kì Cách mạng hoa cẩm chướng (1974–1976) | Các đời tổng thống trong thời kì Cách mạng hoa cẩm chướng (1974–1976) | Các đời tổng thống trong thời kì Cách mạng hoa cẩm chướng (1974–1976) | Các đời tổng thống trong thời kì Cách mạng hoa cẩm chướng (1974–1976) | Các đời tổng thống trong thời kì Cách mạng hoa cẩm chướng (1974–1976) |
| --------------------------------------------------------------------- | --------------------------------------------------------------------- | --------------------------------------------------------------------- | --------------------------------------------------------------------- | --------------------------------------------------------------------- | --------------------------------------------------------------------- | --------------------------------------------------------------------- |
| 14                                                                    | António de Spínola (1910–1996)                                        |                                                                       | –                                                                     | 15 tháng 5 năm 1974                                                   | 30 tháng 9 năm 1974 (Từ chức)                                         | Quân nhân                                                             |
| 15                                                                    | Francisco da Costa Gomes (1914–2001)                                  | không khung                                                           | –                                                                     | 30 tháng 9 năm 1974                                                   | 13 tháng 7 năm 1976                                                   | Quân nhân                                                             |
| Các đời tổng thống sau Cách mạng hoa cẩm chướng (1976–nay)            |                                                                       |                                                                       |                                                                       |                                                                       |                                                                       |                                                                       |
| 16                                                                    | António Ramalho Eanes (1935–)                                         |                                                                       | 1976                                                                  | 14 tháng 7 năm 1976                                                   | 14 tháng 1 năm 1981                                                   | Quân nhân từ năm 1985 gia nhập Đảng Dân chủ Đổi mới                   |
| 16                                                                    | António Ramalho Eanes (1935–)                                         | 1980                                                                  | 14 tháng 1 năm 1981                                                   | 9 tháng 3 năm 1986                                                    |                                                                       | Quân nhân từ năm 1985 gia nhập Đảng Dân chủ Đổi mới                   |
| 17                                                                    | Mário Soares (1924–2017)                                              |                                                                       | 1986                                                                  | 9 tháng 3 năm 1986                                                    | 9 tháng 3 năm 1991                                                    | Đảng Xã hội chủ nghĩa                                                 |
| 17                                                                    | Mário Soares (1924–2017)                                              | 1991                                                                  | 9 tháng 3 năm 1991                                                    | 9 tháng 3 năm 1996                                                    |                                                                       | Đảng Xã hội chủ nghĩa                                                 |
| 18                                                                    | Jorge Sampaio (1939–2021)                                             |                                                                       | 1996                                                                  | 9 tháng 3 năm 1996                                                    | 9 tháng 3 năm 2001                                                    | Đảng Xã hội chủ nghĩa                                                 |
| 18                                                                    | Jorge Sampaio (1939–2021)                                             | 2001                                                                  | 9 tháng 3 năm 2001                                                    | 9 tháng 3 năm 2006                                                    |                                                                       | Đảng Xã hội chủ nghĩa                                                 |
| 19                                                                    | Aníbal Cavaco Silva (1939–)                                           |                                                                       | 2006                                                                  | 9 tháng 3 năm 2006                                                    | 9 tháng 3 năm 2011                                                    | Đảng Dân chủ Xã hội chủ nghĩa                                         |
| 19                                                                    | Aníbal Cavaco Silva (1939–)                                           | 2011                                                                  | 9 tháng 3 năm 2011                                                    | 9 tháng 3 năm 2016                                                    |                                                                       | Đảng Dân chủ Xã hội chủ nghĩa                                         |
| 20                                                                    | Marcelo Rebelo de Sousa (1948–)                                       |                                                                       | 2016                                                                  | 9 tháng 3 năm 2016                                                    | 9 tháng 3 năm 2021                                                    | Đảng Dân chủ Xã hội chủ nghĩa                                         |
| 20                                                                    | Marcelo Rebelo de Sousa (1948–)                                       | 2021                                                                  | 9 tháng 3 năm 2021                                                    | Đương nhiệm                                                           |                                                                       | Đảng Dân chủ Xã hội chủ nghĩa                                         |